# Al-Haq
Al-Haq (en arabe : الحق) est une organisation palestinienne indépendante de défense des droits de l'homme basée dans la ville de Ramallah en Cisjordanie. Fondée en 1979, Al-Haq surveille et documente les violations des droits humains commises dans le cadre du conflit israélo-palestinien. Elle publie des rapports sur ses conclusions et produit des études juridiques détaillées. Elle est dotée du statut consultatif spécial auprès du Conseil économique et social des Nations unies (ECOSOC) depuis 2000.
Al-Haq est affiliée à la Commission internationale des juristes basée à Genève. Elle est également membre de la Fédération internationale des droits de l'homme, de la Coalition internationale Habitat et de l'Organisation mondiale contre la torture. Elle fait également partie du Comité exécutif d'EuroMed Droits et du Comité directeur du Réseau des ONG palestiniennes.
Israël l'a qualifiée d'organisation terroriste en octobre 2021 avec cinq autres organisations palestiniennes humanitaires. Cette qualification a été rejetée par les grandes associations humanitaires et la communauté internationale.

## Premières années
Al-Haq a été créée en 1979 par un groupe d'avocats palestiniens. Selon Al-Haq, elle fut l'une des premières organisations de défense des droits de l'homme créées dans le monde arabe.
Au cours de ses premières années, Al-Haq s'est largement limitée à analyser le statut juridique d'Israël en tant que puissance occupante en Cisjordanie, Jérusalem-Est comprise, et la bande de Gaza ainsi que les structures de gouvernance mises en place. Elle produira certaines parmi les premières études essayant d'analyser l'occupation israélienne sous l'angle du droit humanitaire. Al-Haq a rapporté que ces études « étaient essentielles pour façonner le débat sur les lois et réglementations applicables dans les TPO». C'est durant cette période qu'Al-Haq a créé son unité juridique.
En 1986, elle avait commencé à entreprendre des projets impliquant des questions de droits de l'homme d'intérêts spécifiques, comme les droits des femmes et le droit du travail. C'est ce travail qui a aidé Al-Haq à gagner une reconnaissance internationale.
L'analyste du Moyen-Orient Mouin Rabbani a noté que, depuis ses débuts, Al-Haq s'est autant impliquée dans la compréhension de son environnement que dans la poursuite des changements. La nécessité d'une telle organisation découlait à la fois du système judiciaire « incompréhensible » dans les Territoires Occupés et de sa « mise en œuvre arbitraire». Rabbani a également déclaré que dans « un reflet fidèle de ces préoccupations, la recherche juridique, par opposition à la surveillance et à l'intervention en matière de droits de l'homme au sens étroit, a occupé une place de choix pendant la période de formation d'al-Haq », et Al-Haq se définit toujours comme une organisation à la fois des droits de l'homme et de recherche en droit.

## Problèmes et campagnes

### Chronologie des prises de position
La position d'Al-Haq sur les assassinats de collaborateurs de l'OLP a fait l'objet de discussions. Al-Haq a affirmé que, parce que les autorités étaient responsables du maintien de l'ordre, les meurtres n'étaient pas des violations des droits humains et étaient au pire des crimes de droit commun. Al-Haq a déclaré que le "réseau d'informateurs" et les "agents de l'État" étaient exécutés par des citoyens excités, agissant spontanément. Le Jerusalem Post, commentant la position d'Al-Haq sur les meurtres de l'Organisation de libération de la Palestine (OLP), a noté que "les meurtres par mutilation de jeunes garçons et filles, de femmes au foyer, de femmes enceintes et de vieillards ... ne correspondaient pas à l'image pacifique que l'OLP essayait de projeter ". Le Jerusalem Post a également noté que bien qu'Al-Haq n'ait pas toléré les meurtres dans son rapport sur les droits de l'homme, il ne les a pas non plus condamnés.
Yasser Arafat clarifiera plus tard l'implication de l'OLP, déclarant à un journal égyptien qu'il s'occupait de chaque dossier d'exécution, sinon avant le meurtre, définitivement après. Le porte-parole de l'OLP, Bassam Abu Sharif, a déclaré que la procédure est que le suspect est averti trois fois de changer ses habitudes avant d'être traduit en justice et d'avoir une chance de se repentir. Shariff a rapporté que ce n'est qu'après cela que l'accusé serait exécuté.
En 1996, Al-Haq a accusé la police palestinienne d'avoir torturé à mort Mahmoud al-Jamil, un membre de l'organisation Fatah Hawks qui a été emprisonné à la prison de Naplouse en Cisjordanie,.
En juin 2005, Al-Haq a condamné l'exécution de quatre condamnés à Gaza par l'AP. Al-Haq a déclaré que quatre ont été tués sans préavis. Il mentionne que des dizaines de Palestiniens attendent d'être exécutés, en particulier ceux qui ont été condamnés par la Cour de sûreté de l'État et « n'ont peut-être pas bénéficié d'un procès équitable ».
En juillet 2008, Al-Haq a déclaré que plus de 1 000 personnes avaient été détenues par le Fatah et plus de 1 000 par le Hamas au cours de l'année précédente et que 20 à 30 % avaient été torturées.
En 2009, le rapport d'Al-Haq sur ses conclusions concernant la guerre de Gaza de 2008/09 a déclaré que l'offensive israélienne avait fait 1 409 morts palestiniens, dont 1 172 civils, dont 342 enfants ; et plus de 5 000 blessés. Selon le rapport, "les pertes civiles excessives ont été aggravées par la destruction sans précédent des infrastructures civiles dans toute la bande de Gaza, y compris les hôpitaux, les écoles, les mosquées, les maisons civiles, les postes de police et les enceintes des Nations unies .
En 2012, le rapport d'Al-Haq sur l'opération Pilier de défense a déclaré que la bande de Gaza était soumise à « des attaques israéliennes aveugles et disproportionnées ». Le rapport a révélé que 173 Palestiniens ont été tués, dont 113 civils incluant 38 enfants et au moins 1 221 blessés, dont 445 enfants.

### Relations avec Israël
Al-Haq et son homologue, l'organisation israélienne des droits de l'homme B'Tselem, ont été co-récipiendaires du prix Carter-Menil des droits de l'homme en 1989, et du Geuzenpenning, un prix néerlandais des droits de l'homme, en 2009. Dans les années 1990, l'ambassadeur d'Israël aux États-Unis, Moshe Arad, a accusé Al-Haq d'être une façade pour l'OLP d'Arafat et a déclaré que "la plupart de ses membres sont des partisans du Fatah et d'autres membres de l'organisation terroriste de l'OLP".
Tout en étant conscient des violations internes des droits humains au sein de la communauté palestinienne, Al-Haq considère la présence israélienne en Cisjordanie et dans la bande de Gaza comme « la racine du conflit dans notre région ».
Lorsqu'Al-Haq a accepté la médaille Geuzen 2009, son représentant a déclaré que la communauté internationale devait redoubler d'efforts, citant le dossier d'Al-Haq contre le gouvernement britannique pour "manquement à ses obligations en vertu du droit international et national du Royaume-Uni". Le représentant a également exprimé son souhait que les Pays-Bas "deviennent le site de la responsabilité des crimes internationaux israéliens" et a déclaré qu'Al-Haq, conformément à sa conviction de protéger les droits de l'homme, n'hésiterait jamais à relever des défis internes en Cisjordanie et à Gaza.
Al-Haq a manifesté son soutien à une vague de grèves de la faim palestiniennes en 2012 pour protester contre la détention administrative israélienne d'un membre du Jihad islamique de 33 ans.
Les membres du conseil d'administration d'Al-Haq ont exprimé leurs doutes quant à une solution à deux États. L'un d'eux a écrit que « s'il ne peut y avoir deux États, il y en aura un, et il aura une majorité palestinienne ». Un autre a déclaré qu'une solution à deux États semble de plus en plus improbable. Il a poursuivi en disant que les taux de natalité suggèrent que les Juifs finiront par être à nouveau une minorité, et « à moins que la poursuite de l'occupation militaire et de l'apartheid total ne soit la voie souhaitée, le moment est peut-être venu pour les Israéliens de commencer à mettre en place les types de mesures légales et des garanties constitutionnelles qui protégeront toutes les minorités, aujourd'hui et à l'avenir, dans un seul État démocratique d'Israël-Palestine. C'est à la fois la bonne chose et la chose intelligente à faire.

### Conférence mondiale contre le racisme
Al-Haq a participé activement à la Conférence mondiale contre le racisme qui s'est tenue à Durban en 2001.

### Al-Haq etAutorité palestinienne
Al-Haq dénonce régulière aussi les abus commis par l'Autorité palestinienne dans les zones sous son contrôle.
Le Centre palestinien pour les droits de l'homme (PCHR) a condamné une attaque lancée par des membres du Service général de renseignement (GIS) contre des membres du personnel d'al-Haq à Ramallah. Les membres du personnel documentaient les tentatives du GIS d'arrêter un rassemblement organisé pour protester contre la décision de l'Autorité nationale palestinienne de participer à des négociations directes avec Israël. Le PCHR a appelé le gouvernement à respecter les libertés et à encourager le respect fait par les organisations de défense des droits de l'homme.
Plus récemment, Al-Haq a dénoncé l'assassinat de Nizar Banat en juin 2021, et a mis en garde contre les répercussions potentielles.

### Affaires juridiques d'Al-Haq
En novembre 2006, Al-Haq a intenté une action devant la Cour d'appel du Royaume -Uni contre le gouvernement britannique pour mettre fin aux licences d'exportation vers Israël afin de "garantir la mise en œuvre de l'avis consultatif de juillet 2004 [CIJ] sur le mur d'Israël ". L'affaire a été classée en novembre 2008.
En février 2009, Al-Haq, avec l'avocat Phil Shiner de Public Interest Lawyers (PIL), a déposé une demande de contrôle judiciaire devant la Haute Cour d'Angleterre et du Pays de Galles  contestant le gouvernement britannique pour son manquement à ses prétendues "obligations". en vertu du droit international en ce qui concerne les activités d'Israël dans le territoire palestinien occupé ». L'affaire a été rejetée en juillet 2009 et le rejet a été confirmé par une cour d'appel en février 2010.
En mars 2010, Al-Haq a déposé une plainte pénale alléguant qu'une société néerlandaise, Riwal, « était complice de la commission de crimes de guerre et de crimes contre l'humanité par la construction du mur d'annexion, le mur  et les colonies illégales dans le Cisjordanie occupée ». La plainte a été rejetée en mai 2013.

### Opération Plomb Durci
En avril 2009, Al-Haq a publié une prise de position intitulée « L'opération Plomb durci et la distorsion du droit international ». Le document est une analyse juridique de la revendication d'Israël de légitime défense en vertu de l'article 51 de la Charte des Nations unies comme justification de son opération militaire dans la bande de Gaza.

## Shawan Jabarin
Jabarin a eu depuis 2011 plusieurs postes de responsabilités dans les grandes organisations humanitaires internationales comme Human Rights Watch, la Fédération internationale des droits de l'homme (FIDH) et la Commission internationale des juristes.Ces nominations sont critiquées de manière récurrente par Israel qui accuse Jabarin d'être membre du Front populaire de libération de la Palestine, raison pour laquelle il fait souvent l'objet d'interdictions de voyager par Israël.

## Récompenses
- 1989 - Prix Carter-Menil des droits de l'homme (co-récipiendaire avec B'Tselem) [27],[28]
- 1990 - Reebok Human Rights Award (décerné à Shabwan Jabarin) [29]
- 2009 - Médaille Geuzen (co-récipiendaire avec B'Tselem) [30]
- 2018 - Prix des Droits de l'homme de la République française (co-récipiendaire avec B'Tselem)[31]

## Accusation de terrorisme
En 2021, le gouvernement israélien a désigné Al-Haq comme une organisation « terroriste », une décision condamnée par Amnesty International, Human Rights Watch et B'Tselem. Une déclaration conjointe d'Amnesty International et de Human Rights Watch a qualifié la nouvelle désignation d'« épouvantable et injuste » et d'« attaque du gouvernement israélien contre le mouvement international des droits de l'homme. »
L’ancienne procureure de la Cour pénale internationale Fatou Bensouda informe en 2016 les États membres de la Cour que des responsables de Al-Haq avaient fait l'objet de menaces et d'actes d'intimidation. Le Monde indique en 2024 que l'association est une ONG de défense des droits de l’homme très respectée.

### Pages connexes
- Centre palestinien pour les droits de l'homme
- PNGO
- Addameer